# Цукими

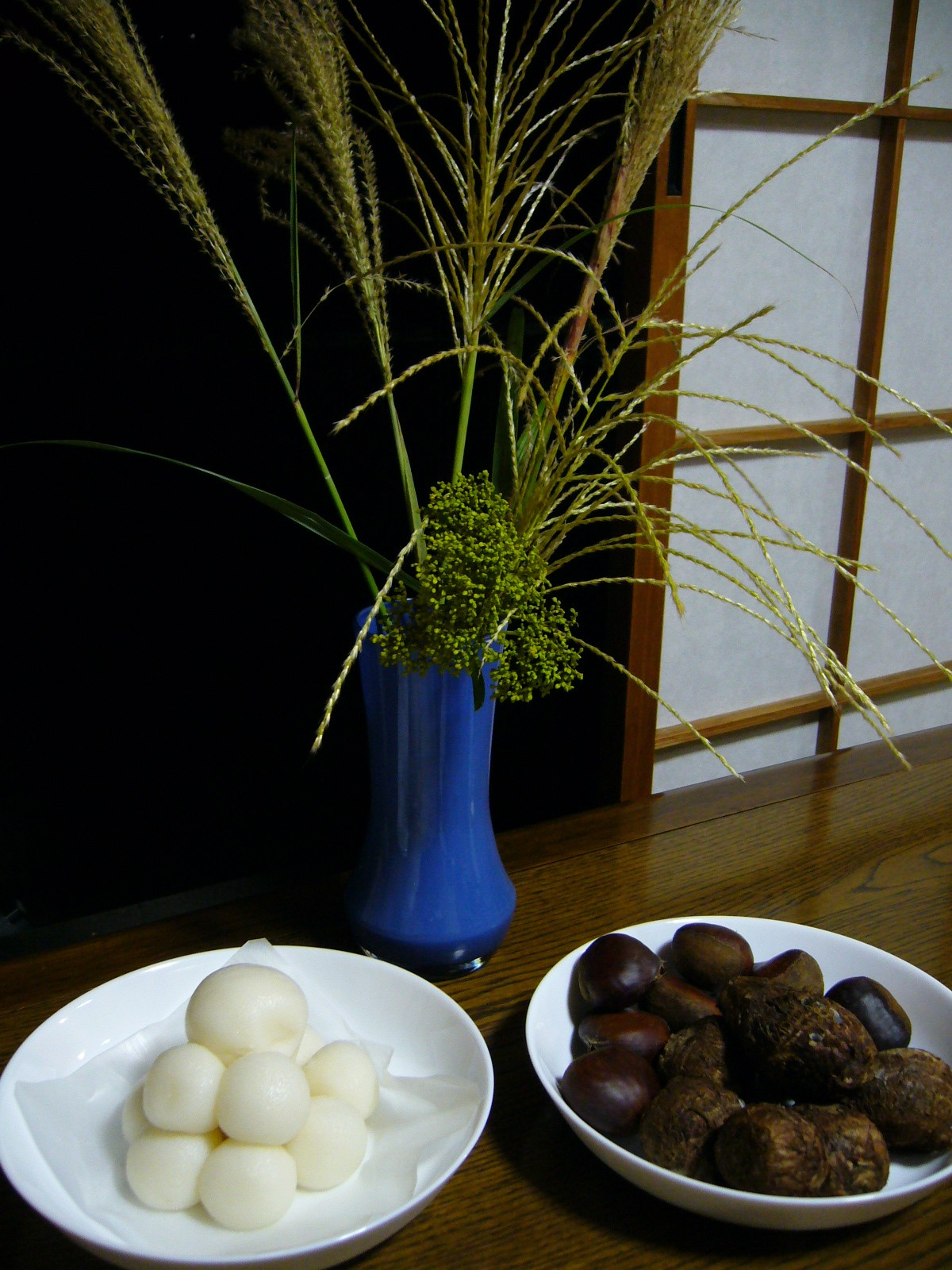
Дары Месяца 13 сентября: цукими-данго (слева), колоски сусуки (посередине) и каштаны (справа)

Цукими (月見), или Оцукими (お月見), дословно «созерцание Луны / любование Луной», что также называют Дзюгоя (十五夜) — японские фестивали чествования осенней Луны, версии Праздника середины осени. Празднование полнолуния обычно происходит на 15-й день восьмого месяца по традиционному японскому календарю; растущая Луна почитается 13-го дня девятого месяца. Эти дни обычно приходятся на сентябрь и октябрь по современному солнечному календарю.
Эта традиция датируется эрой Хэйан и сейчас настолько популярна в Японии, что некоторые люди не прекращают праздновать по несколько вечеров, выжидая появления полной Луны в течение восьмого лунно-солнечного месяца.
К традициям Цукими — чествования красоты Луны — относятся отделка помещения колосками сусуки (японского мисканта) и потребление рисовых клёцек, которые называются цукими-данго. В дары луне также преподносят сезонные продукты. Полному месяцу предлагают сладкую картошку, а растущему месяцу октября — бобы или орехи. От этих даров образовались альтернативные названия празднования: Имомейгецу («картофельный урожайный Месяц») и Мамемейгецу («бобовый урожайный Месяц») или Куримейгецу («каштановый урожайный Месяц»).

## История
Цукими относится к японской традиции устройства празднований любования урожайным месяцем. Считается, что обычай пошел от японских аристократов в период Хэйан, которые собирались вместе, чтобы читать стихотворения под полной луной восьмого месяца по солнечному календарю, известного как «месяц середины осени». С давних времен японцы считали восьмой солнечный месяц (соответственно сентябрь по григорианскому календарю) лучшим временем для любования луной, поскольку благодаря относительному положению Земли, Солнца и Луны последняя сияла особенно ярко. В вечера полнолуния по традиции люди должны собираться в месте, откуда ясно виден месяц, украшать жилища японским мискантусом и подавать на стол галушки из белого риса (цукими-данго), таро, эдамаме, каштаны и другую сезонную пищу, а также саке, предлагая их месяцу, чтобы помолиться за щедрый урожай. Эти блюда вкупе называются цукими-блюдами (月見料理, цукими-рё:ри). Благодаря широкому распространению среди этих блюд сладкого картофеля и таро в некоторых частях Японии традиция получила название Имомейгецу (芋名月) — «картофельный урожайный месяц».
В период с 862 до 1683 года японский календарь составлялся так, что полнолуние приходилось на 13-й день каждого месяца. Однако в 1684 году календарь изменили таким образом, чтобы новолуние приходилось на первый день каждого месяца, в таком случае полнолуние происходит через две недели на 15-й день месяца. Некоторые люди в Эдо (нынешнем Токио) передвинули свое празднование Цукими на 15-й день месяца, но другие продолжали проводить фестиваль в 13-й день. Более того, в отдельных регионах Японии происходили разнообразные созерцания на 17-й день месяца, как и буддистские созерцания на 23-й или 26-й день, все из которых использовались как предлог для частых продолжающихся до глубокой ночи праздников в течение осени в период Эдо. Этому обычаю положили конец в период Мэйдзи.
В Японии посвященные луне фестивали имеют долгую историю. Во время периода Хэйан в Японию завезли элементы китайского Праздника середины осени. Члены аристократического класса проводили любование луной на лодках, чтобы разглядеть отражение луны на поверхности воды. Элементом таких торжеств также стало составление стихов танка.
В японском языке присутствуют специфические термины для обозначения таких случаев, когда в традиционный вечер середины месяца луны не видно: это, например, Мугецу (無月, «безлунье») и Угецу (雨月, «дождь-Луна»). Даже когда луны не было видно, цукими все равно праздновалось.

## Связанная еда
Традиция цукими предусматривает подавать к столу цукими-данго и сезонные продукты. Кроме того, есть ещё несколько блюд, которые связаны с цукими.
Варёная лапша соба или удон, присыпанная нори и сырыми яйцами сверху, а потом залитая мясным бульоном, называется соответственно цукими-соба и цукими-удон. На Северном Кюсю яйца разбиваются поверх яки-удона и это блюдо называется теммадо — другое название цукими в локальном диалекте. Подобно этому, когда сырое перепелиное яйцо разбивают на суши (например на суши гункандзуси или темаки), то это относят к стилю цукими.
В некоторых японских фаст-фудах в течение сентября и октября предлагают специальное осеннее меню, в которое входят бутерброды с яичницей — цукими-бургеры.